# Oregodasys itoi
Oregodasys itoi is een buikharige uit de familie Thaumastodermatidae. Het dier komt uit het geslacht Oregodasys. Oregodasys itoi werd in 2002 voor het eerst wetenschappelijk beschreven door Chang, Kubota & Shirayama. 